# The Chicago Transit Authority (album)
Pour l’article homonyme, voir Chicago Transit Authority.
Albums de Chicago
Chicago
(1970)
Singles
1. Questions 67 and 68
Sortie : Juillet 1969
2. Beginnings
Sortie : Octobre 1969
3. Does Anybody Really Know What Time It Is?
Sortie : Octobre 1970

The Chicago Transit Authority est le premier album du groupe Chicago sorti en 1969.
L'album est cité dans l'ouvrage de référence de Robert Dimery Les 1001 albums qu'il faut avoir écoutés dans sa vie.
En 2014, il reçoit le Grammy Hall of Fame Award.

## Les titres
| 1. | Introduction                                   | Terry Kath  | 6:35 |
| 2. | Does Anybody Really Know What Time It Is? (en) | Robert Lamm | 4:36 |
| 3. | Beginnings (en)                                | Robert Lamm | 7:54 |

| 4. | Questions 67 and 68 (en) | Robert Lamm | 5:02 |
| 5. | Listen                   | Robert Lamm | 3:21 |
| 6. | Poem 58                  | Robert Lamm | 8:37 |

| 7. | Free from Guitar              | Terry Kath                 | 6:47 |
| 8. | South California Purples (en) | Robert Lamm                | 6:11 |
| 9. | I'm a Man                     | Steve Winwood/James Miller | 7:39 |

| 10. | Prologue, August 29, 1968 (en) | James William Guercio    | 0:57  |
| 11. | Someday (August 29, 1968)      | James Pankow/Robert Lamm | 4:13  |
| 12. | Liberation                     | James Pankow             | 14:38 |

## Composition du groupe
- Robert Lamm, claviers, chant, chœurs
- Terry Kath, guitare, chant, chœurs
- Peter Cetera, basse, chant, chœurs
- Daniel Seraphine, batterie
- Lee Loughnane, trompette, chœurs
- James Pankow, trombone
- Walter Parazaider, saxophones, chœurs

## Classements hebdomadaires
| Classement (1969-1970)        | Meilleure place |
| ----------------------------- | --------------- |
| Australie (Kent Music Report) | 23              |
| Canada (RPM Top Albums)       | 10              |
| États-Unis (Billboard 200)    | 17              |
| France (IFOP)                 | 1               |
| Norvège (VG-lista)            | 8               |
| Pays-Bas (Mega Album Top 100) | 6               |
| Royaume-Uni (UK Albums Chart) | 9               |

## Certifications
| Pays                  | Certification | Unités certifiées |
| --------------------- | ------------- | ----------------- |
| Canada (Music Canada) | Platine       | 100 000           |
| États-Unis (RIAA)     | 2 × Platine   | 2 000 000         |